# Mondicourt Communal Cemetery
Mondicourt Communal Cemetery is een begraafplaats gelegen in de Franse plaats Mondicourt (Pas-de-Calais). De militaire graven worden onderhouden door de Commonwealth War Graves Commission.
De begraafplaats telt 26 geïdentificeerde Gemenebest graven, waarvan 13 uit de Eerste Wereldoorlog en 13 uit de Tweede Wereldoorlog.